# Präkognition
Präkognition (lateinisch: vor der Erkenntnis) ist die wissenschaftlich nicht nachgewiesene Fähigkeit, ein zukünftiges Ereignis oder einen Sachverhalt wahrzunehmen oder vorherzusagen. Zum Zeitpunkt der Voraussicht steht für das Erkennen kein rationales Wissen zur Verfügung – die Kausalität ist aufgehoben, weil die Präkognition zeitlich vor dem Ereignis liegt. Präkognition wird neben Telepathie und Hellsehen in der Parapsychologie als außersinnliche Wahrnehmung betrachtet. Mögliche Belege für die Existenz von Präkognition werden in der Parapsychologie untersucht. Historisch wird die Methode als Wahrsagen bezeichnet. Ob Wahrsager tatsächlich zukünftige Ereignisse vorhersagen können, ist seit dem 18. Jahrhundert nicht mehr Gegenstand wissenschaftlicher Diskussion.

## Erklärungsansätze
Die Parapsychologie stellt quantitativ-statistische sowie qualitative Experimente an und erforscht Spontanphänomene, zu denen die präkognitiven Berichte gehören. Hans Bender hat in den 1980er Jahren in seinem Institut für Grenzgebiete der Psychologie und Psychohygiene in Freiburg im Breisgau das „episodische Material“ geprüft und darunter angeblich in 39 Prozent der Fälle Präkognition festgestellt.
Der Philosoph und Physiker Carl Friedrich von Weizsäcker meinte, es liege nahe, „zu den zwei wissenschaftlich zugänglichen Modi der zeitlichen Modallogik, der Faktizität und der Möglichkeit, einen dritten, unserer Wissenschaft bis heute unzugänglichen Modus hinzuzufügen, den man vielleicht ‚zeitüberbrückende Wahrnehmbarkeit‘ nennen würde.“ Doch eine Theorie hierzu müsse über Faktizität und Möglichkeit „ähnlich hinausgehen, wie die Quantentheorie über die Grundbegriffe der klassischen Physik“, doch ist sie nicht bekannt.
Für den Engländer Jon Taylor spielen sich präkognitive Kontakte mit Gedanken über Ereignisse ab, nicht mit den Ereignissen selbst. Parapsychologische Experimente zur Präkognition seien nur erfolgreich gewesen, wenn die Versuchspersonen „Feedback“ erhalten hätten. Er schreibt: „Doch da das Feedback in der Zukunft gegeben wird, muss es eine Art Verbindung zwischen dem Gehirn in der Zukunft und dem Gehirn in der Gegenwart geben, um die hellseherische Fähigkeit hervorzurufen. Daraus folgt, da eine ‚Gehirn-zu-Gehirn-Verbindung‘ ohnehin gefordert ist, die logische Interpretation, dass es diese Verbindung ist, die die Zielinformation trägt, und nicht der hellseherische Kontakt mit dem Zielereignis selbst“.
Diese hypothetische ‚Gehirn-zu-Gehirn-Verbindung‘ findet sich auch in ethnischen Religionen und philosophischen Lehren.

## Experimente
Hans Bender unternahm Versuche zur Präkognition mit der Schauspielerin Christine Mylius und dem niederländischen Medium Gerard Croiset, mit dem er das sogenannte Platz-Experiment durchführte.
Auch die Experimente der Princeton Engineering Anomalies Research (PEAR) gehören in diesen Umkreis. Diese Forschungsgruppe unter Leitung von Robert Jahn nannte ihre Methode „Präkognitive Fernwahrnehmung“ (Precognitive Remote Perception – PRP). Dabei wurde zufällig ein Ziel aus einer Reihe von Vorschlägen ausgewählt, das der abgeschirmte Empfänger im Labor nicht kennen konnte. Der Agent oder Sender begab sich an diesen Ort und beobachtete und notierte die Umgebung, während gleichzeitig der Empfänger verbal seine Impressionen beschrieb oder eine Skizze anfertigte. Die Auswertung geschah durch einen unabhängigen Juror nach einem festgelegten Schlüssel.
In seinem Buch Seven Experiments that Could Change the World (deutsch: Sieben Experimente, die die Welt verändern könnten; beide 1994) stellt der Biologe Rupert Sheldrake Versuche vor, bei denen angeblich Hunde über große Distanzen hinweg erkennen konnten, wenn sich der Besitzer auf den Weg nach Hause begibt. Dies würde insofern eine spezielle Form der Präkognition sein, als die Tiere das Eintreffen des Besitzers längere Zeit im Voraus erkennen können. Die Ergebnisse all dieser Experimente werden in der Wissenschaft nicht anerkannt.